# Jean de Cros
Jean de Cros (né au château de Calimafort près de Limoges, mort à Avignon le 21 novembre 1383) était un cardinal français, évêque de Limoges (1347-1371).

## Biographie
En 1370, Jean de Cros, alors évêque de Limoges, qui était réputé comme étant un des proches du Prince noir, fut contacté par les émissaires du roi de France, Charles V. Le 23 août 1370, il ouvrit les portes de la cité aux troupes françaises, commandées par Jean de Berry, déclenchant la colère d’Édouard de Woodstock, qui se trouvait alors à Angoulême.

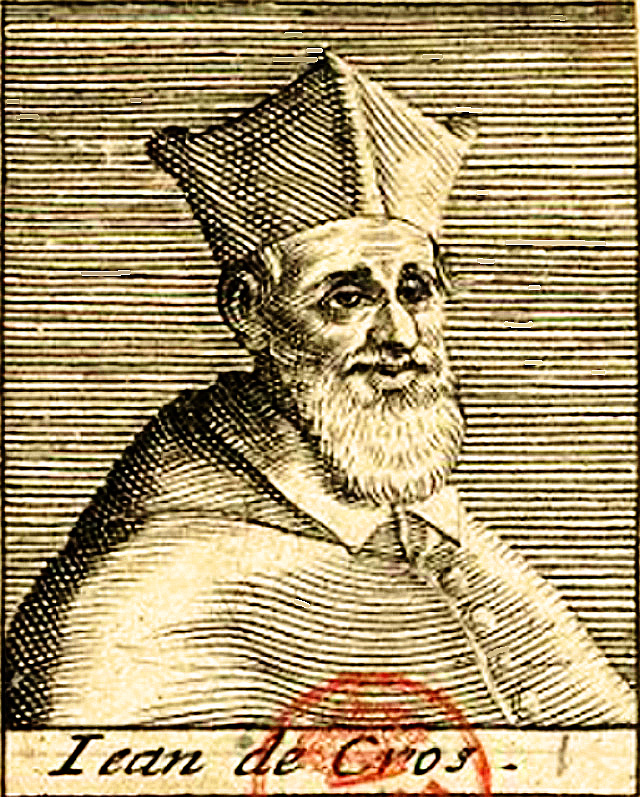
Jean de Cros de Calimafort

Le 19 septembre suivant, la cité fut mise à sac afin de punir ce qu'Édouard de Woodstock considérait comme une trahison. 
Jean de Cros est nommé cardinal-prêtre de SS. Nereo e Achilleo lors du consistoire du 30 mai 1371 par son oncle le pape Grégoire XI.
Il devient ensuite  grand pénitentiaire en 1373 et cardinal-évêque de Palestrina le 28 septembre 1376. 
Il soutient d'abord l'élection du pape Urbain VI en avril 1378, puis, peu après, se rallie à l'antipape Clément VII, dont il sera le légat pontifical en France auprès de Charles V. 
Il meurt à Avignon où il est enterré dans la cathédrale.
Il était le frère de Pierre de Cros.

### Articles liés
- Sac de Limoges
- Gérard du Puy
- Charles V de France
- Livrée cardinalice
- Liste des évêques de Limoges
- Liste des cardinaux d'Avignon